# Raoul II d'Exoudun
Raoul II d'Exoudun,, né vers 1207 et décédé le 2 septembre 1246, est un noble poitevin descendant du sous lignage d'Exoudun de la maison de Lusignan.
Raoul II est seigneur d'Exoudun, Civray, Melle, Benet,, La Mothe-Saint-Héray, Chizé et Villeneuve-la-Comtesse,(1219-1246) par son père et comte d'Eu (1244-1246), baron d'Hastings (1245-1246) par sa mère.

## Biographie

### Famille
Raoul II est le fils de Raoul Ier d'Exoudun (v. 1169-1er mai 1219) et d'Alix d'Eu (v. 1180-14 mai 1245), issue de la maison de Normandie, héritière des comtes d'Eu, apparentée aux Plantagenêt.
Son cousin germain est le puissant Hugues X de Lusignan (v. 1182-1249), comte de la Marche, second époux d'Isabelle Taillefer (v. 1188/1192-1246), reine consort d'Angleterre, comtesse d'Angoulême, mère d'Henri III Plantagenêt (1207-1272), roi d'Angleterre. Raoul est également apparenté aux seigneurs de Vouvant et de Mervent, Geoffroy Ier et Geoffroy II de Lusignan.

### Jeunesse

#### Tutelles d'HuguesXde Lusignanet d'Alix d'Eu
Au décès de son père, en 1219, Raoul devait avoir une douzaine d'années. Dès 1220, Hugues X de Lusignan réussit à obtenir d'Henri III d'Angleterre la garde des domaines poitevins de son jeune cousin. Alix garde, jusqu'à son décès en 1245, la gestion des fiefs normands d'Eu et anglais d'Hastings et de Tickhill. Raoul II souscrit aux actes de sa mère jusqu'en 1226 avant d'en devenir l'auteur l'année suivante.

#### Majorité
En 1227, peu après le traité de Vendôme, Raoul II, Geoffroy II de Lusignan et deux de ses vassaux se portent caution de l'accord signé entre Louis IX de France et le comte de la Marche, Hugues X de Lusignan.
Raoul II prête hommage, le 28 mars 1228 au palais épiscopal de Poitiers, à Hugues X de Lusignan pour son château de Civray en présence de l'évêque Philippe Balleos, seigneur supérieur de la forteresse.

### Le choix capétien
L'hégémonie fulgurante du couple Hugues X de Lusignan, Isabelle d'Angoulême en Poitou dans les années 1220, ainsi que l'accession au rang vicomtal de Geoffroy II de Lusignan, réalisées par des jeux d'enchères successifs entre Capétiens et Plantagenêt, se font au détriment des possessions anglaises de sa mère Alix.
Lors du soulèvement d'Hugues X de Lusignan en 1242, pendant la guerre de Saintonge, Raoul II se joint à la révolte féodale sans apporter un soutien militaire. Ainsi, il espère conserver la faveur du roi de France et la possession du comté d'Eu : les revenus générés par les baronnies anglaises sont de faible importance comparés au comté normand. Les priorités et les contraintes politiques de Raoul et de sa mère Alix éloignent le seigneur d'Exoudun des solidarités familiales en vigueur depuis plus d'un siècle et demi. Cette position, inhabituelle, chez un membre d'un sous-lignage amorce le déclin du réseau familial.
En 1244, Henri III d'Angleterre donne l'ordre de faire remettre à Alix d'Eu toutes les affaires qui se trouvent sur ses terres anglaises, à nouveau confisquées, et ordonne à la comtesse de remettre le château de Tickhill à un gardien royal qui le tient désormais pour le fils aîné du roi. À partir de cette date, le roi d'Angleterre assure la gestion des deux baronnies qui ne seront jamais restituées aux héritiers d'Alix,.

### Succession
Raoul II d'Exoudun n'ayant que pour seule héritière une fille unique, Marie d'Exoudun, fait passer les possessions du sous-lignage d'Exoudun en dehors du patrimoine Lusignan, l'affaiblissant d'autant.

### Décès et sépulture
Raoul II d'Exoudun décède le 2 septembre 1246 et est enterré à l'Abbaye de Foucarmont. Il s'était croisé à une date inconnue afin de participer à la septième croisade initiée par Louis IX en 1244.

## Mariages et descendance

### Jeanne de Bourgogne
Entre 1218 et 1219, Alix d'Eu marie son fils Raoul à Jeanne de Bourgogne (v. 1205-v.1222). Elle est la fille d'Eudes III de Bourgogne (1166-1218), de la maison capétienne de Bourgogne, et d'Alix de Vergy (1179-1251), membre de la Maison de Vergy. À son décès, Jeanne est enterrée à l'Abbaye de Foucarmont ; leur union reste sans postérité.

### Yolande de Dreux
Veuf, Raoul d'Exoudun épouse en 1224 Yolande de Dreux (1216-26 janvier 1239), fille de Robert II de Dreux, comte de Dreux, de Brie et de Braine et de Yolande de Coucy. Yolande de Dreux est enterrée à l'Abbaye de Foucarmont. Ils ont comme unique enfant :
- Marie d'Exoudun (v. 1232-1er oct. 1260), dame d'Exoudun, Civray, Melle, Benet, la Mothe-Saint-Héray, Chizé, Villeneuve et comtesse d'Eu. Elle  épouse, vers 1250, Alphonse de Brienne (v. 1227-1270)[28], grand chambrier de France,.

### Philippa de Dammartin
En troisièmes noces, vers 1240, Raoul épouse Philippa de Dammartin (av. 1227- ap. 1278), fille de Simon de Dammartin, comte d'Aumale, et de Marie de Ponthieu, comtesse de Ponthieu ; leur union reste sans postérité.
Peu après le décès de Raoul II d'Exoudun, Philippa de Dammartin réussit à obtenir la garde des terres poitevines de sa belle-fille, Marie d'Exoudun auprès d'Alphonse de Poitiers. Veuve, elle épouse Raoul II (♰ 1250), seigneur de Coucy. Enfin, en troisièmes noces, Philippa épouse Otton II, comte de Gueldre.

## Sceau et armoiries

### Sceau [1230]
Avers : Rond, 70 mm.
Description : Type équestre de chasse à droite. Le cheval au pas. Le cavalier, nu-tête, vêtu d'une cotte, tient de la main droite un petit chien sur la croupe du cheval, et de la gauche, les rênes ; le cor en bandoulière voltige derrière lui.
Légende : ✠ SIGILLVM : RADVLPHI : DE : ISSOVDVNIO : FIL' : COM : AVG
Légende transcrite : Sigillum Radulphi de Issoudunio, filii comitis Augi.
Contre-sceau : Rond, mm.
Description : Écu burelé de seize pièces au lambel de six pendants, entouré de trois roses en haut, à gauche et à droite.
Légende : ✠ SIGILLVM : RADVLPHI : DE : ISSOVDVNIO : FIL' : COM : AVG
Légende transcrite : Sigillum Radulphi de Issoudunio, filii comitis Augi.
Références,,,

### Armoiries [1230]
| Blason | Blasonnement : Écu burelé d'argent et d'azur de huit pièces brisé d'un lambel de six pendants de gueules Commentaires : Blason de Raoul II d'Exoudun, fils du comte d'Eu, d'après l'empreinte d'un contre-sceau de 1230. |

Références,,,

## Sources et bibliographie

### Sources sigillographiques
- SIGILLA : base numérique des sceaux conservés en France, « Raoul II de Lusignan », Université de Poitiers. [lire en ligne]
- Sigillographie du Poitou jusqu'en 1515 : étude d'histoire provinciale sur les institutions, les arts et la civilisation d'après les sceaux, éd. François Eygun, Poitiers, Société des Antiquaires de l'ouest, 1938, no 305, p. 204 et pl. X.